# Verwaltungsgericht Wiesbaden

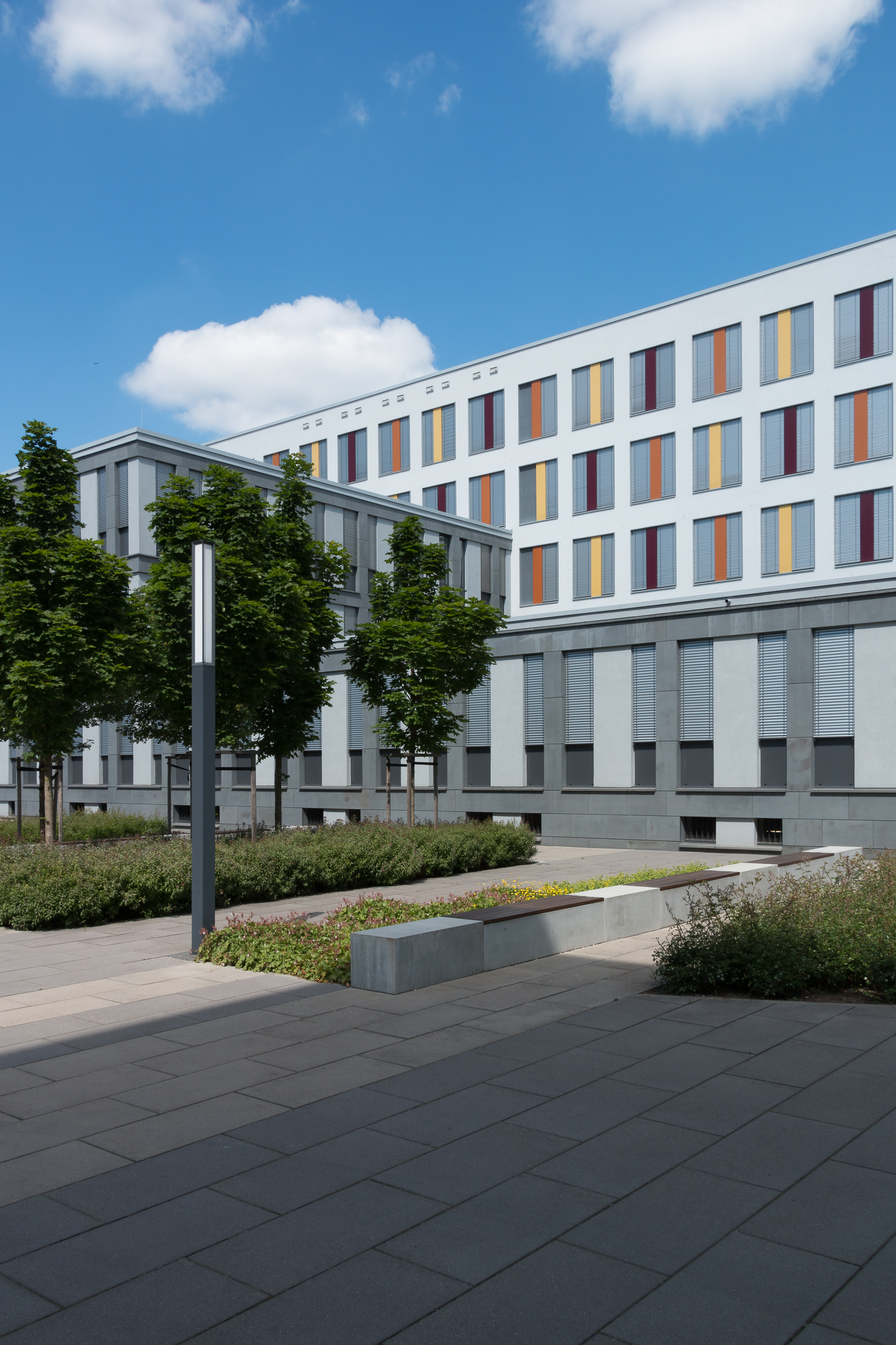
Justizzentrum Wiesbaden

Das Verwaltungsgericht Wiesbaden ist eines von fünf erstinstanzlichen Gerichten der Verwaltungsgerichtsbarkeit in Hessen und hat seinen Sitz in Wiesbaden.

## Gerichtsbezirk
Der Gerichtsbezirk umfasst die Stadt Wiesbaden und die Landkreise Limburg-Weilburg und Rheingau-Taunus-Kreis. Zudem ist das Gericht für Asylverfahren aus den Kreisen Main-Taunus-Kreis und Groß-Gerau zuständig.
In Disziplinarangelegenheiten von Bundesbeamten ist das Verwaltungsgericht Wiesbaden für ganz Hessen zuständig. Für Disziplinarangelegenheiten von Landesbeamten ist das Gericht für Beamte aus dem Regierungsbezirk Darmstadt zuständig.

## Instanzenzug
Das Verwaltungsgericht Wiesbaden ist dem Hessischen Verwaltungsgerichtshof mit Sitz in Kassel untergeordnet. Diesem übergeordnet ist das Bundesverwaltungsgericht in Leipzig.

## Geschichte

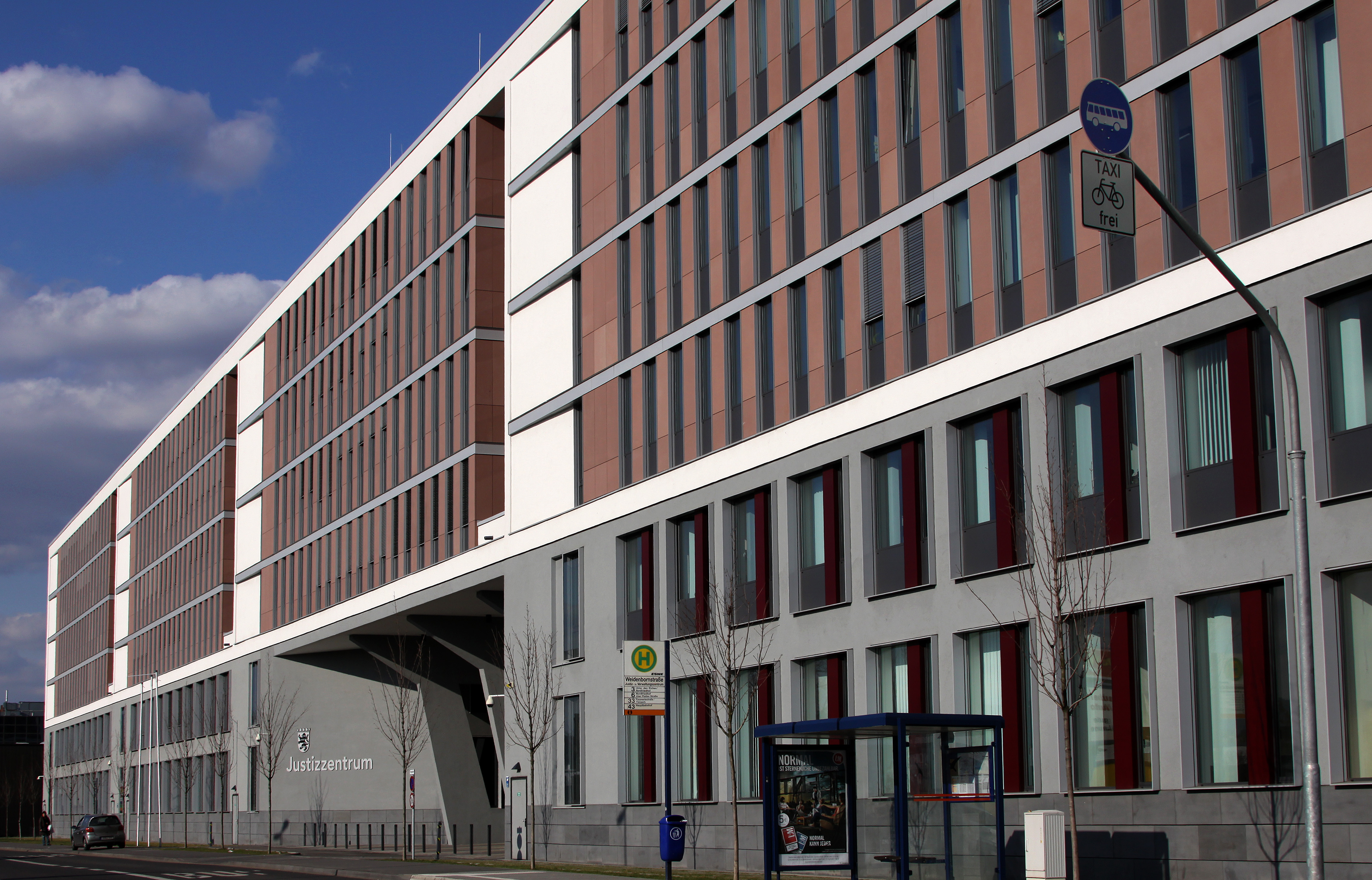
Justizzentrum Wiesbaden

Das Verwaltungsgericht Wiesbaden wurde am 1. Mai 1947 eingerichtet. 1980 wurde das Gericht alleiniges Asylgericht für ganz Hessen. Aufgrund der starken Überlastung wurden Anfang der 1990er Jahre die Asylverfahren wieder dezentralisiert. Heute hat das Gericht acht Kammern.
Das Gericht war zunächst in der Bahnhofstraße, ab 1954 am Luisenplatz untergebracht. 1980 hatte das Gericht elf Kammern, wovon zwei nach Gießen verlegt wurde, die 1987 zum Verwaltungsgericht Gießen wurden. 1988 wurde ein Neubau in der Mühlgasse bezogen. Im Gebäude waren Teile der alten Rheumaklinik aus den Jahren 1870 bis 1915 integriert. Seit dem 1. Dezember 2009 ist das Gericht im neuen Justizzentrum in der Mainzer Straße untergebracht.